# 空中王國
《空中王國》是一款由The Wandering Band开发的城市建造電子遊戲。玩家建造并维护一座移动的飞行城市。该游戏于2020年在Windows和macOS平台发行，Freedom Games于2021年末发行主机版的移植。

## 游戏玩法
在游戏中玩家控制一个文明，该文明被发现是一座可以访问地面城市和进行贸易的飞行城市的失落计划。城市起初是一个飞行的市中心，玩家可以在此基础上建设。建造重型建筑物会增加对升力的需求，因此建设必须保持平衡避免城市倾斜。建筑物也会产生阻力，因此需要更多的螺旋桨。煤炭和其他地面资源是保持城市正常运行所必需的。为了开采这些资源，玩家可以派遣工人乘坐飞机去采集。市民最初满足于基本生活需求，但随着时间的发展会开始要求文化建筑和奢侈品。玩家还可以为地面城市执行任务，例如寻找所需物品，并获得移民作为奖励。城市越幸福，获得的移民越多。最终目标是将这些城市统一为盟友。达到这个目标后，玩家可以选择在资源稀缺的新地图开始。2022年发布的免费DLC包含苔原景观，这会降低城市的效率，并移除地面上的所有食物、水和煤炭资源。城市的外观是基于伊斯蘭黃金時代的蒸汽朋克建筑风格。

## 开发
《空中王國》于2020年12月17日在Windows和macOS平台上发行。Freedom Games于2021年11月9日发行任天堂Switch、PlayStation 4、PlayStation 5、Xbox One和Xbox Series X/S的版本。

## 评价
《空中王國》在Metacritic上获得普遍好评的评价。Rock, Paper, Shotgun称其为“真正的一股清新之风”，并称赞游戏对蒸汽朋克和伊斯蘭建築的运用，认为其不仅停留在表面美学上。PC Gamer称其为“聪明、迷人的城市建造游戏，不会让你抓狂”。PC Gamer普遍喜欢游戏轻松的玩法，并表示统一世界的战役有点太简单。尽管将其描述为“可爱、略带实验性的城市模拟游戏”，Eurogamer称其未探索帝国主义的负面影响。Nintendo Life向城市建造游戏的粉丝推荐《空中王國》，但他们表示这可能会让那些寻求复杂模拟的玩家失望。他们还表示，在地面进行露天开采是一个错失更多叙事评论的机会。喜欢独特背景设置的TouchArcade也表示增加更多的世界建设会让游戏变得更好。尽管这两个网站总体上推荐了该游戏，但TouchArcade和任天堂Life表示游戏在Switch上的用户界面还有待改进。